# Roland Linz
Pour les articles homonymes, voir Linz (homonymie).
Roland Linz, né le 9 août 1981 à Leoben, est un footballeur autrichien évoluant au poste d'attaquant.

## Biographie
Formé dans le club de sa ville natale, le DSV Leoben, Roland Linz y fait des débuts prometteurs en seniors, inscrivant notamment 21 buts lors de la saison 2000-2001. 
La saison suivante, il rejoindra l'Austria Vienne, club le plus titré d'Autriche, pour une somme évaluée à 1,35 million d'euros et un contrat courant jusque 2006. Peu utilisé durant ses deux premières saisons dans la capitale, il fera l'objet de trois prêts en deux ans: au VfB Admira Wacker Mödling d'abord, en 2003-2004, où il inscrira quinze buts, à l'OGC Nice ensuite jusqu'en janvier 2005, son contrat prévu pour une saison étant rompu pour insuffisance de performance, et au Sturm Graz jusque l'été 2005. De retour à l'Austria pour sa dernière année de contrat, Roland Linz y obtiendra le doublé coupe-championnat et, à titre individuel, la couronne de meilleur buteur du championnat avec 15 buts. 
Libre de tout contrat, Linz rejoint le Boavista FC en 2006-2007 et signe un bail de trois ans avec le deuxième club de Porto, célèbre pour son maillot à damiers. Âgé de 25 ans, il s'affirmera comme la seule satisfaction d'un club en mal de résultats (10e sur 16, trois changements d'entraîneur) en inscrivant dix buts en 28 rencontres dans le Championnat du Portugal de football. 
Ces bonnes statistiques attirent le Sporting Clube de Braga, qui souhaite s'affirmer comme le « quatrième grand club » portugais (derrière le FC Porto, le SL Benfica et le Sporting CP), et s'offre les services de l'international autrichien pour 2 millions d'euros. Un argent sagement investi jusqu'ici, Roland Linz ayant inscrit 9 buts en 17 journées de championnat et 4 en 5 rencontres de Coupe UEFA, dont un face au Bayern Munich.
Sa seconde saison à Braga fut nettement plus compliquée du fait d'une blessure et d'une relégation sur le banc. À la trêve hivernale, il tente de se relancer au Grasshopper Zürich. Il marque un but lors de son premier match avec GC, puis se fait expulser avant la pause. Après un passage à vide de six mois en Turquie à Gaziantepspor, il revient au club qui l'a révélé, l'Austria Vienne, et s'illustre au cours de la saison 2010-2011 en terminant meilleur buteur du championnat avec 21 buts.
Le 6 janvier 2013, il signe un contrat de six mois en faveur du club portugais du CF Belenenses,.

### Avec l'Autriche
International autrichien depuis le 27 mars 2002 (39 sélections, 8 buts), Roland Linz n'avait plus été convoqué en équipe nationale depuis septembre 2007 (il avait durement critiqué le président de la Fédération autrichienne de football) avant que le sélectionneur national Josef Hickersberger ne fasse de nouveau appel à lui pour un match amical contre l'Allemagne. Il participa à l'Euro 2008 sur ses terres mais n'y inscrivit aucun but.

## Statistiques
| Club                  | Saison                | Championnat           | Championnat | Championnat | Coupe nationale¹ | Coupe nationale¹ | Compétition(s) continentale(s)² | Compétition(s) continentale(s)² | Autres³ | Autres³ | Total   | Total |
| Club                  | Saison                | Division              | Matches     | Buts        | Matches          | Buts             | Matches                         | Buts                            | Matches | Buts    | Matches | Buts  |
| --------------------- | --------------------- | --------------------- | ----------- | ----------- | ---------------- | ---------------- | ------------------------------- | ------------------------------- | ------- | ------- | ------- | ----- |
| DSV Leoben            | 1999–2000             | Erste Division        | 0           | 0           | 2                | 0                | —                               | —                               | —       | —       | 2       | 0     |
| DSV Leoben            | 2000–2001             | Erste Division        | 12          | 3           | 1                | 0                | —                               | —                               | —       | —       | 13      | 3     |
| DSV Leoben            | Sous-total            | Sous-total            | 12          | 3           | 3                | 0                | —                               | —                               | —       | —       | 15      | 3     |
| Austria Vienne        | 2001–2002             | Bundesliga            | 29          | 8           | 3                | 3                | —                               | —                               | —       | —       | 32      | 11    |
| Austria Vienne        | 2002–2003             | Bundesliga            | 21          | 3           | 3                | 0                | 1                               | 0                               | —       | —       | 25      | 3     |
| Austria Vienne        | Sous-total            | Sous-total            | 50          | 11          | 6                | 3                | 1                               | 0                               | —       | —       | 57      | 14    |
| Admira Mödling        | 2003–2004             | Bundesliga            | 31          | 15          | 3                | 3                | —                               | —                               | —       | —       | 34      | 18    |
| Nice                  | 2004–2005             | Ligue 1               | 15          | 0           | 0                | 0                | 1                               | 0                               | 1       | 0       | 17      | 0     |
| Sturm Graz            | 2004–2005             | Bundesliga            | 13          | 4           | 0                | 0                | 0                               | 0                               | —       | —       | 13      | 4     |
| Austria Vienne        | 2005–2006             | Bundesliga            | 31          | 15          | 1                | 0                | 4                               | 3                               | —       | —       | 36      | 18    |
| Boavista              | 2006–2007             | Primeira Liga         | 28          | 10          | 4                | 1                | —                               | —                               | —       | —       | 32      | 11    |
| Boavista              | 2007–2008             | Primeira Liga         | 0           | 0           | 0                | 0                | —                               | —                               | 1       | 0       | 1       | 0     |
| Boavista              | Sous-total            | Sous-total            | 28          | 10          | 4                | 1                | —                               | —                               | 1       | 0       | 33      | 11    |
| Braga                 | 2007–2008             | Primeira Liga         | 27          | 11          | 4                | 0                | 8                               | 5                               | 0       | 0       | 39      | 16    |
| Braga                 | 2008–2009             | Primeira Liga         | 6           | 0           | 3                | 1                | 6                               | 3                               | 0       | 0       | 15      | 4     |
| Braga                 | Sous-total            | Sous-total            | 33          | 11          | 7                | 1                | 14                              | 8                               | 0       | 0       | 54      | 20    |
| Grasshopers (prêt)    | 2008–2009             | Super League          | 16          | 7           | 1                | 0                | —                               | —                               | —       | —       | 17      | 7     |
| Gaziantepspor         | 2009–2010             | Süper Lig             | 5           | 0           | 0                | 0                | —                               | —                               | —       | —       | 5       | 0     |
| Austria Vienne        | 2009–2010             | Bundesliga            | 15          | 6           | 1                | 0                | —                               | —                               | —       | —       | 16      | 6     |
| Austria Vienne        | 2010–2011             | Bundesliga            | 36          | 21          | 4                | 2                | 6                               | 3                               | —       | —       | 46      | 26    |
| Austria Vienne        | 2011–2012             | Bundesliga            | 28          | 12          | 3                | 2                | 10                              | 2                               | —       | —       | 41      | 16    |
| Austria Vienne        | 2012–2013             | Bundesliga            | 7           | 1           | 2                | 2                | —                               | —                               | —       | —       | 9       | 3     |
| Austria Vienne        | Sous-total            | Sous-total            | 86          | 40          | 10               | 6                | 16                              | 5                               | —       | —       | 112     | 51    |
| Muangthong United     | 2013                  | Thai League 1         | 4           | 1           | 0                | 0                | 6                               | 0                               | —       | —       | 10      | 1     |
| Belenenses            | 2013–2014             | Primeira Liga         | 3           | 0           | 0                | 0                | —                               | —                               | 2       | 0       | 5       | 0     |
| Total sur la carrière | Total sur la carrière | Total sur la carrière | 327         | 117         | 35               | 14               | 41                              | 16                              | 4       | 0       | 407     | 147   |
| Références, :         |                       |                       |             |             |                  |                  |                                 |                                 |         |         |         |       |

- 1.Coupe d'Autriche, Coupe de France, Coupe du Portugal, Coupe de Suisse et Coupe de Turquie.
- 2.Ligue Europa, Coupe Intertoto et Ligue des champions de l'AFC.
- 3.Coupe de la Ligue française et Coupe de la Ligue portugaise.

## Palmarès
- Champion d'Autriche avec le FK Austria Vienne lors des saisons 2002-2003 et 2005-2006.
- Meilleur buteur du championnat autrichien en 2005-2006 et 2010-2011.